# Ferencz József Gyulay
Ferencz József Gyulay eller Franz von Gyulai, född 1 september 1798 i Pest, död 21 september 1868 i Wien, var en österrikisk militär.
Gyulay blev överste vid artilleriet 1831, fältmarskalklöjtnant 1847 och fälttygsmästare 1849. Gyulay var 1848 befälhavare i Triesto och 1849-50 krigsminister, 1850-57 chef för 5:e armékåren och 1857-59 överbefälhavare för 2:a armén i Lombardiet. Vid krigsutbrottet 1859 utnämndes Gyulay mot sin vilja till högste befälhavare över österrikiska armén. Han led flera nederlag och nedlade efter slaget vid Magenta 4 juni samma år befälet.